# Sula, Møre og Romsdal
Sula este o comună din provincia Møre og Romsdal, Norvegia.